# Szathmáry Király Ádám (íródeák)
Szathmáry Király Ádám (Nyomár, 1692. július 3. – Boldva, 1752. december 18.) II. Rákóczi Ferenc nemes apródja.

## Élete
1692. július 9-én született a Borsod vármegyei Nyomáron, köznemesi családban.
Apja Szathmáry Király Miklós kuruc ezereskapitány, anyja Pongrácz Borbála volt.
1708-ban a fejedelem apródként udvarába vette. 1711. július 19-től udvari bejáró. Ettől kezdve éveken át Rákóczi egyik legbizalmasabb belső embere, íródeákja lett, aki a szabadságharc bukása után a bujdosó fejedelmet Danckán át Párizsba is elkísérte. Naplót vezetett az 1711. március 2. és 1717. január közötti időkről, naplójában naponként feljegyezte Rákóczi lengyelországi és franciaországi bujdosásának minden eseményét.
Szülei kegyelmet eszközöltek ki számára a bécsi udvarnál, így 1717. június 30-án Grosbois-ban elbúcsúzott Rákóczitól, és hazatért.
Itthon visszavonultan élt birtokán, a Szathmáry család boldvai kastélyában. 1752. december 18-án ott érte a halál.

## Művei
- Szathmári Király Ádám Napló-Könyve 1711–1717. esztendőkben II. Rákóczi fejedelem bujdosásiról (kiadta Thaly Kálmán: Rákóczi-Tár, I., Pest, 1866)